# Івама Рена
Івама Рена (яп. 岩間怜那; нар. 2 серпня 1979, Міяко, префектура Івате) — японська борчиня вільного стилю, срібна призерка чемпіонату світу, чемпіонка Азії, чемпіонка Східноазійських ігор, дворазова володарка Кубків світу, срібна призерка Кубку Азії.

## Життєпис
Боротьбою почала займатися з 1995 року. У 1999 році стала чемпіонкою світу серед юніорів.

## Спортивні результати на міжнародних змаганнях

### Виступи на Чемпіонатах світу
| Змагання                        | Збірна | Вагова категорія          | Місце  |
| ------------------------------- | ------ | ------------------------- | ------ |
| Чемпіонат світу з боротьби 2000 | Японія | жіноча боротьба, до 62 кг | Срібло |
| Чемпіонат світу з боротьби 2001 | Японія | жіноча боротьба, до 62 кг | 14     |
| Чемпіонат світу з боротьби 2002 | Японія | жіноча боротьба, до 59 кг | 7      |

### Виступи на Чемпіонатах Азії
| Змагання                       | Збірна | Вагова категорія          | Місце  |
| ------------------------------ | ------ | ------------------------- | ------ |
| Чемпіонат Азії з боротьби 2003 | Японія | жіноча боротьба, до 59 кг | Золото |

### Виступи на Кубках світу
| Змагання                    | Збірна | Вагова категорія          | Місце  |
| --------------------------- | ------ | ------------------------- | ------ |
| Кубок світу з боротьби 2001 | Японія | жіноча боротьба, до 62 кг | Золото |
| Кубок світу з боротьби 2002 | Японія | жіноча боротьба, до 59 кг | Золото |
| Кубок світу з боротьби 2003 | Японія | жіноча боротьба, до 59 кг | 6      |
| Кубок світу з боротьби 2004 | Японія | жіноча боротьба, до 59 кг | 4      |

### Виступи на інших змаганнях
| Змагання                   | Збірна | Вагова категорія          | Місце  |
| -------------------------- | ------ | ------------------------- | ------ |
| Східноазійські ігри 2001   | Японія | жіноча боротьба, до 62 кг | Золото |
| Кубок Азії з боротьби 2003 | Японія | жіноча боротьба, до 59 кг | Срібло |
| Тестовий турнір FILA 2004  | Японія | жіноча боротьба, до 59 кг | Срібло |

### Виступи на змаганнях молодших вікових груп
| Змагання                                      | Збірна | Вагова категорія          | Місце  |
| --------------------------------------------- | ------ | ------------------------- | ------ |
| Чемпіонат світу з боротьби серед юніорів 1999 | Японія | жіноча боротьба, до 58 кг | Золото |